# Rubén Ruiz Ibárruri

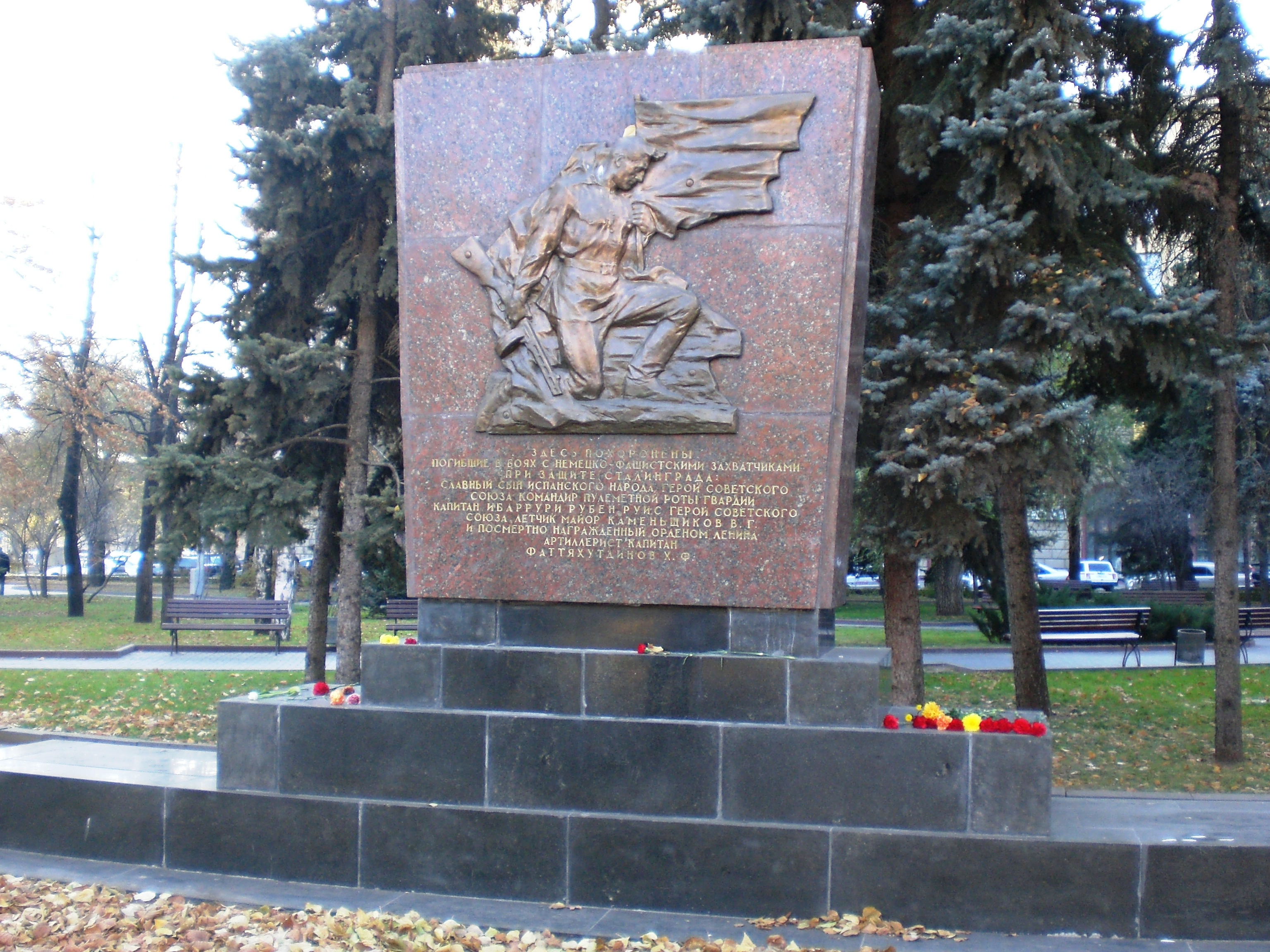
Pomnik Ruiza Ibárruriego w Wołgogradzie

Rubén Ruiz Ibárruri (ur. 9 stycznia 1920 w Muskizie, zm. 14 września 1942 w Stalingradzie) – hiszpański wojskowy na służbie radzieckiej w randze starszego lejtnanta, Bohater Związku Radzieckiego. 

## Życiorys
Syn komunistki Dolores Ibárruri Gómez. Urodził się w Hiszpanii i mieszkał tam kilkanaście lat. Wyjechał z kraju w 1935 roku, po aresztowaniu matki. Zamieszkał wtedy w Moskwie, gdzie podjął naukę i pracę w fabryce motoryzacyjnej. 
Walczył w wojnie domowej w Hiszpanii, powrócił jednak do ZSRR. W Wielkiej Wojnie Ojczyźnianej brał udział od pierwszego dnia. W 1941 roku odniósł rany pod Borysowem. 24 sierpnia 1942 został ciężko ranny w bitwie o Stalingrad, kiedy przejął dowództwo nad batalionem po śmierci dotychczasowego dowódcy i poprowadził oddział do kontrataku. Został ewakuowany za Wołgę do szpitala polowego, gdzie trzy tygodnie później zmarł.
22 sierpnia 1956 roku został pośmiertnie nagrodzony tytułem Bohatera Związku Radzieckiego. Jego szczątki spoczywają w Wołgogradzie na Kurhanie Mamaja, obok ponad 34.000 innych żołnierzy radzieckich, poległych podczas obrony miasta. Przy wołgogradzkiej Alei Bohaterów wzniesiono też poświęcony mu pomnik.